# Джебель-Махд-ед-Джахаб
Джебель-Махд-ед-Джахаб (з арабської — «золота колиска») — стародавні золоті копальні, які також залучались до розробки в середині 20 століття.
 
Географічне розташування — саудівський регіон Хіджаз. 
Йдучи за біблійною підказкою, американський археолог К. Твітчел у 1932 р. дослідив давні покинуті розробки Джебель-Махд-ед-Джахаб. Він дійшов висновку, що в I тисячолітті до Р. Х. тут велися масштабні розробки золота, які тривали й у пізніші часи. Проте золото було вибране не повністю, а величезні породні відвали обіцяли значний вміст коштовного металу. Заручившись підтримкою еміра Сауда, К. Твітчел заснував синдикат зі вторинної переробки відвалів давніх рудників, який з 1937 р. по 1951 р. видобув понад 60 т чистого золота. Таким чином, більш сучасна гірнича техніка й збагачувальне обладнання виявилися здатні оживити давні рудники, що багаторазово траплялося в історії гірництва.